# Petone Football Club
Maillots
Actualités
Dernière mise à jour : 9 août 2011.
Le Petone Football Club est un club néo-zélandais de football basé à Petone, dans la banlieue de Lower Hutt.

## Palmarès

Ancien logo

- Coupe de Nouvelle-Zélande
  - Vainqueur : 1928, 1930, 1949